# Gränsort
Gränsort är en ort som ligger vid en gräns mellan två länder. Många gånger finns det i orten eller i närheten någon kontrollplats för pass och tull. Inom EU har däremot detta många gånger försvunnit. Det vanligaste är att hela orten ligger på den ena sidan om gränsen och bara i det ena landet. Det finns undantag där gränsen istället går rakt genom orten och många gånger beror det på att gränsen har dragits efter att orten byggts och att orten från början byggts i ett land men sedan gränsen drogs har det blivit en ort i två länder. I dessa fall är det vanligt att orten då har olika namn på var sin sida om gränsen och räknas officiellt som två orter. Gränsorter kan vara väldigt olika. Det beror på vilken politisk situation som råder i landet orten ligger i och i grannlandet.
Om en gränsort ligger vid gränsen mellan två fredliga länder kan det ofta vara gynnsamt för en ort att ligga vid en gräns. Speciellt om de båda länderna har en relativt lik levnadsstandard. Exempel på detta är gränser mellan EU-länder. De flesta gränserna i Europa är på detta sätt. Gränshandel kan då många gånger vara vanligt i gränsorter då priser kan vara olika på var sin sida om gränsen. Det förekommer även att företag medvetet kan hålla till i gränsorter för att på så sätt kunna hålla kontakt med båda länderna. Det förekommer även att invånarna i en gränsort kan bo på ena sidan gränsen och jobba på den andra.
Vissa gränsorter kan däremot ha problem. Om de båda länderna har mycket olika levnadsstandard förekommer det att invånare från det fattigare landet på olika sätt försöker ta sig över gränsen till det rikare landet. Det kan därför bli en hård bevakning för att förhindra illegal invandring. En gränsort kan i vissa fall då också bli tillhåll för människosmuggling och liknande.
I vissa fall förekommer det att det ena landet är i krig eller att det förekommer konflikter av olika slag medan det andra landet kan vara fredligt eller åtminstone sakna konflikter. I dessa fall kan gränsorterna vara ett tillhåll för flyktingströmmar och svåra situationer kan uppstå på gränsorterna för att hantera situationen. Gränsen kan många gånger vara stängd på en sådan plats och många gånger hårt bevakad för att undvika att konflikterna från det ena landet sprider sig till det andra. Ligger gränsorten i det land som saknar konflikter finns det ändå ofta en rädsla för attentat och liknade från grannlandet.
Det finns också gränsorter som ligger vid gränser mellan två länder som är i krig med varandra. Dessa gränsorter kan då utgöra själva fronten i kriget och många gånger kan de vara förstörda genom kriget. Det kan då också vara i dessa orter som etnisk rensning kan ske. Gränsorterna kan i dessa fall vara de farligaste platserna i de stridande länderna.